# بستلیکاچیا
بستلیکاچیا (به فرانسوی: Bastelicaccia) یک کمون (فرانسه) در فرانسه است که در canton of Ajaccio-7 واقع شده‌است. بستلیکاچیا ۱۸٫۲۱ کیلومتر مربع مساحت دارد ۳۰ متر بالاتر از سطح دریا واقع شده‌است.